# Iwaniszczi (obwód włodzimierski)
Iwaniszczi (ros. Иванищи) – osiedle w Rosji, w obwodzie włodzimierskim, w rejonie guś-chrustalnym. W 2021 liczyło 1633 mieszkańców.